# ارل اسکراگز
اِرل اسکراگز (انگلیسی: Earl Scruggs؛ ۶ ژانویهٔ ۱۹۲۴ – ۲۸ مارس ۲۰۱۲) موسیقی‌دان بلوگرس اهل ایالات متحده آمریکا بود. او تکنیک سه‌انگشتی در بانجونوازی که به «سبک اسکراگز» معروف شد را به کمال رساند، تکنیکی که امروزه از ارکان موسیقی بلوگرس به‌شمار می‌رود. او در گروه‌های بلو گرس بویز  و فاگی مونتین بویز  فعالیت می‌کرد.